# Tankmonument (Kotem)

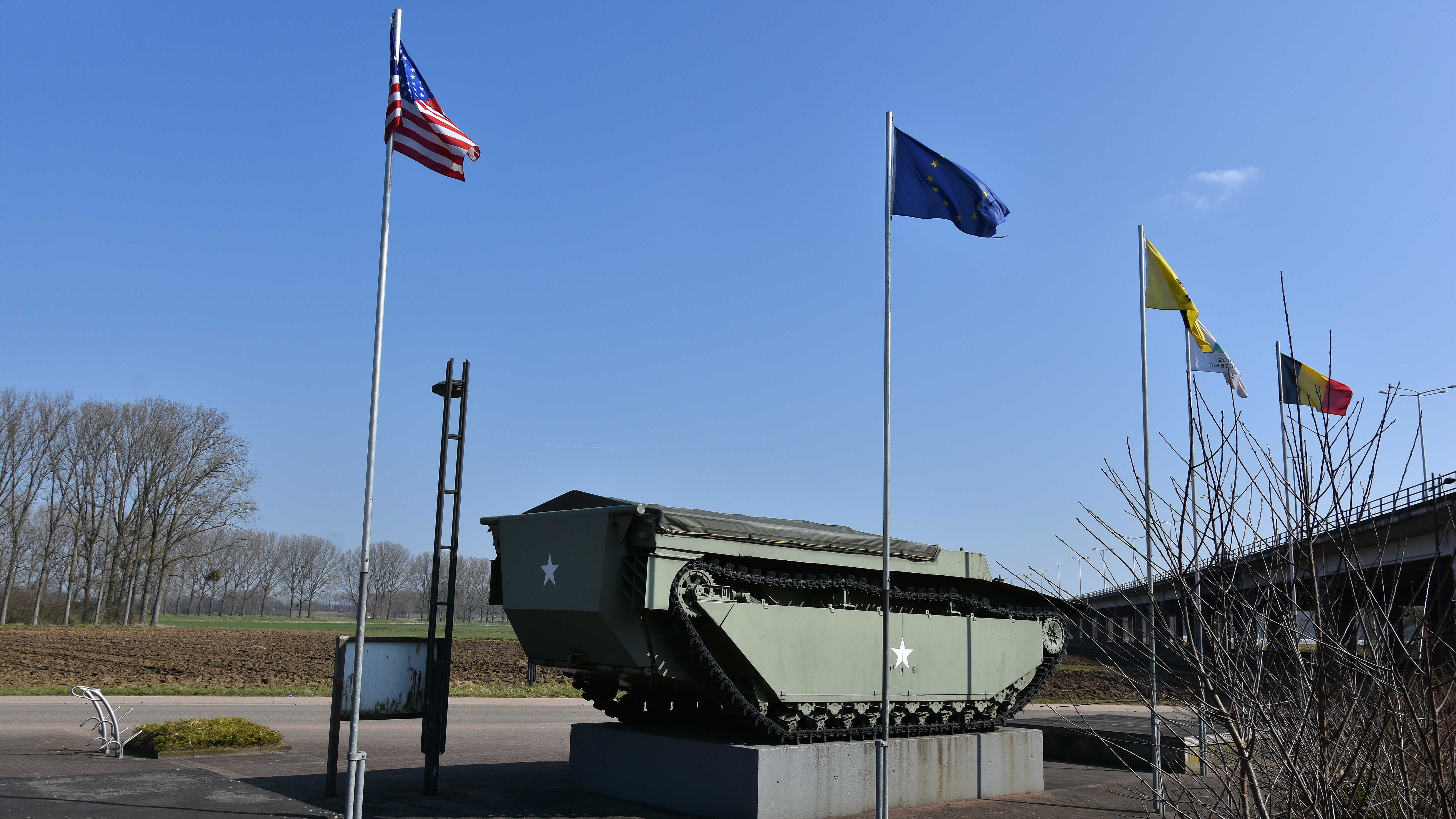
Buffalo Mark IV te Kotem

Het Tankmonument in Kotem is een oorlogsmonument in de vorm van een Buffalo Mark IV, welke is opgesteld aan de Weg naar Geneuth, aan de E314, nabij dit Belgische Maasdorp. Het tankmonument herinnert aan een ongeval met dit amfibievoertuig, waarbij ten minste twee inzittende soldaten omkwamen.

## Achtergrond
Na de Slag om de Ardennen oefende het Britse leger in januari 1945 met amfibievoertuigen de nakende oversteek van de Rijn. Kotem en de toen buiten haar oevers getreden grensrivier de Maas waren hiervoor een goede locatie.
In de nacht van 5 maart 1945 zonk een Buffalo Mark IV met vier soldaten aan boord en werd meegesleurd door de stroming. Twee bemanningsleden wisten zich uit de "tank" te redden: de radio-operator John Shearer en een zekere Jimmy, van wie maar weinig bekend is.
John Shearer schreef hier zelf in een brief het volgende over: "Toen we probeerden onze tank op de oever te krijgen weigerde de motor en gleden we terug in de gezwollen rivier, ik hoorde een geknars, vermoedelijk raakten we onder water een voorwerp en dit scheurde de bodem van onze tank. Het water stroomde binnen. We bleven nog een tijdje drijven maar dan zonk de Buffalo."
Op 5 juni 1977 ontdekten leden van de duikclub Jaws dit rupsvoertuig, op aanwijzingen van Jeanne Geens in de rivier. Dit was tijdens de bouw van de E314, tijdens de verkenningen van de omgeving vooraf aan het bouwen van de Scharbergbrug. Tijdens de tankfeesten in Kotem, op 3 september 1977, werd het amfibievoertuig op een sokkel geplaatst. John Shearer was daarbij aanwezig samen met de broer van de verdronken co-piloot Philip Harding.
In 2007 werd het voertuig gerestaureerd en op 11 november 2007, de Belgische Wapenstilstandsdag, vond de onthulling van het vernieuwde monument plaats. Hierbij was Alastair Shearer aanwezig, zoon van de inmiddels overleden John. Een apart infobord geeft nu meer duiding bij het monument.

## Voertuig
Ondanks de suggestie die de naam van het monument wekt, is het voertuig geen tank maar een gepantserd amfibisch rupsvoertuig. In tegenstelling tot een tank heeft het geen draaiend kanon en heeft het slechts lichte bepantsering van 13 mm. Het werd ontwikkeld voor het Amerikaans leger om troepen en lading van schepen veilig naar de kust te brengen. 
- Voertuig: LVT Buffalo Amphibian Mark IV: Landing Vehicle Tracked, Water Buffalo of Buffalo Mark IV
- Bouwjaar 1944
- Gewicht: 16,5 ton
- Lengte: 7,95 meter
- Breedte: 3,25 meter
- Hoogte: 2,49 meter
- Snelheid: 32 km/u op de weg; 12 km/u in het water

## Galerij

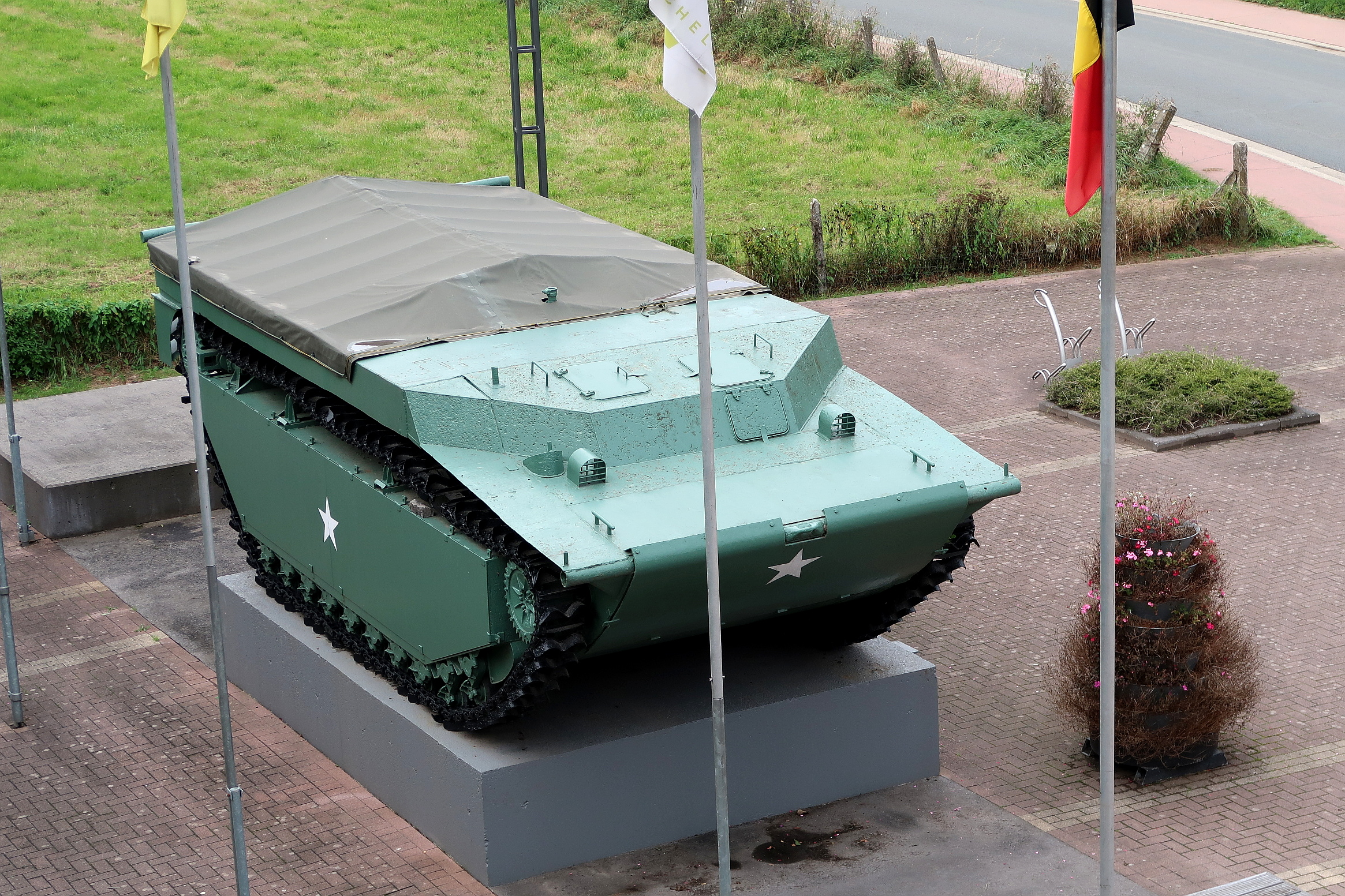
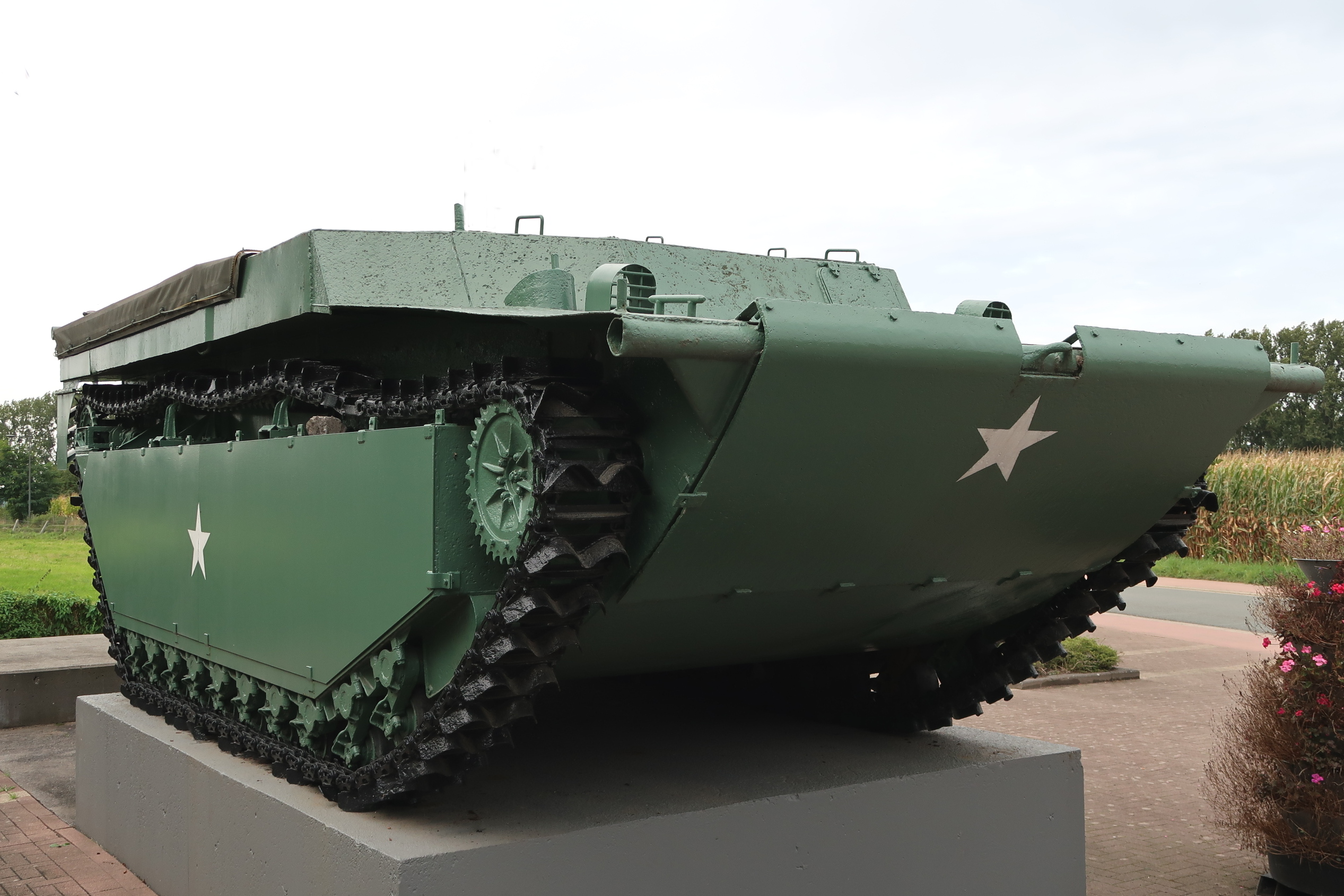